# Черанова
Черанова (итал. Ceranova) — коммуна в Италии, располагается в регионе Ломбардия, в провинции Павия.
Население составляет 1518 человек (2008 г.), плотность населения составляет 379 чел./км². Занимает площадь 4 км². Почтовый индекс — 27010. Телефонный код — 0382.
Покровителем коммуны почитается святой Вит, празднование 15 июня. 

## Демография
Динамика населения:

## Администрация коммуны
- Официальный сайт: http://www.comune.ceranova.pv.it/